# Peralasseri
Peralasseri è una suddivisione dell'India, classificata come census town, di 15.818 abitanti, situata nel distretto di Kannur, nello stato federato del Kerala. In base al numero di abitanti la città rientra nella classe IV (da 10.000 a 19.999 persone).

## Geografia fisica
La città è situata a 11° 51' 03 N e 75° 28' 39 E.

## Società

### Evoluzione demografica
Al censimento del 2001 la popolazione di Peralasseri assommava a 15.818 persone, delle quali 7.467 maschi e 8.351 femmine. I bambini di età inferiore o uguale ai sei anni assommavano a 1.601, dei quali 827 maschi e 774 femmine. Infine, coloro che erano in grado di saper almeno leggere e scrivere erano 13.618, dei quali 6.559 maschi e 7.059 femmine.